# Житловий масив «Гладківка»
Житловий масив «Гладкі́вка» — один з найстаріших місцевостей міста Донецьк, у Київському районі. Населення становить 41,5 тис. осіб. Орган місцевого самоврядування — Донецька міська рада.

## Історія
«Гладківка» — виникла наприкінці ХІХ століття поблизу шахти № 2-12. Заснував її поміщик Борис Гладків — звідси і походить назва місцевості. Напрочуд чітке планування для стихійно збудованого селища. Найближча до центру околиця Донецька. Близькість однойменного урочища робить життя Гладківки пасторальним. 
«Нова Гладківка» — найпізніше поселення поблизу Гладківки, яка представляє групу багатоповерхових будинків, що виникли зусиллями насамперед директора шахти імені Засядька Юхима Звягільського (на честь нього була названа одна з головних вулиць Гладківки). З низки причин у Новій Гладківці розвинулася бурхлива молодіжна культура.